# Силва, Фернанду (шахматист)
Фернанду Силва (порт. Fernando Silva; 4 августа 1950) — португальский шахматист, международный мастер (1975).
Пятикратный чемпион Португалии (1975, 1976, 1977, 1981 и 1987).
Многократный участник различных соревнований в составе национальной сборной по шахматам:
- 9 олимпиад (1972—1974, 1980—1984, 1988, 1994—1998).
- 2 командных чемпионата Европы (1992 и 1999).
- 1-я Телешахолимпиада (1977/1978). Команда Португалии дошла до четвертьфинала.

Многократный участник Кубков европейских клубов в составе команд «Sporting CP Lisbon» (1982—1984) и «Boavista Porto» (1992—1993, 1995—1996, 1998—1999).
В составе команды «Selección de Lisboa» серебряный призёр 1-го международного турнира в Маспаломас-Коста-Канария (1974) на Канарских островах.

## Изменения рейтинга
| Графики недоступны из-за технических проблем. См. информацию на Фабрикаторе и на mediawiki.org. |